# Uromenus rhombifer
Uromenus rhombifer är en insektsart som beskrevs av Bolívar, I. 1908. Uromenus rhombifer ingår i släktet Uromenus och familjen vårtbitare. Inga underarter finns listade i Catalogue of Life.